# روسلينكورت
روسلينكورت (بالفرنسية: Roclincourt)‏ هي بلدية تقع في إقليم باد كاليه من منطقة نور با دو كاليه في شمال فرنسا. تبلغ مساحة هذه المدينة 5.93 (كم²)، وترتفع عن سطح البحر 74 م، يبلغ عدد سكانها 798 نسمة حسب إحصاء المعهد الوطني للإحصاء والدراسات الاقتصادية سنة 2009 م. وترأس Michel Godart البلدية خلال فترة (2001-2008).

## معرض صور

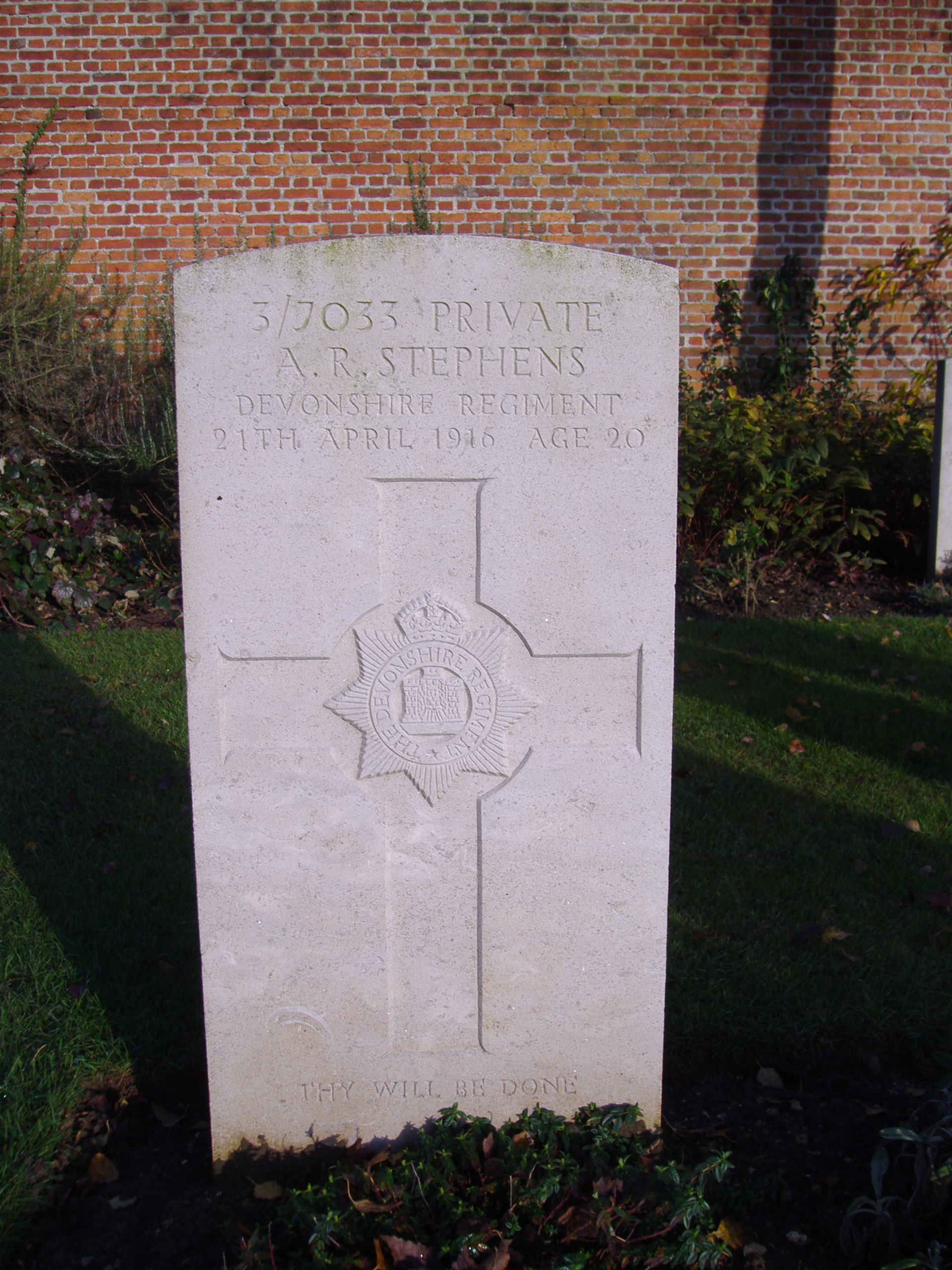
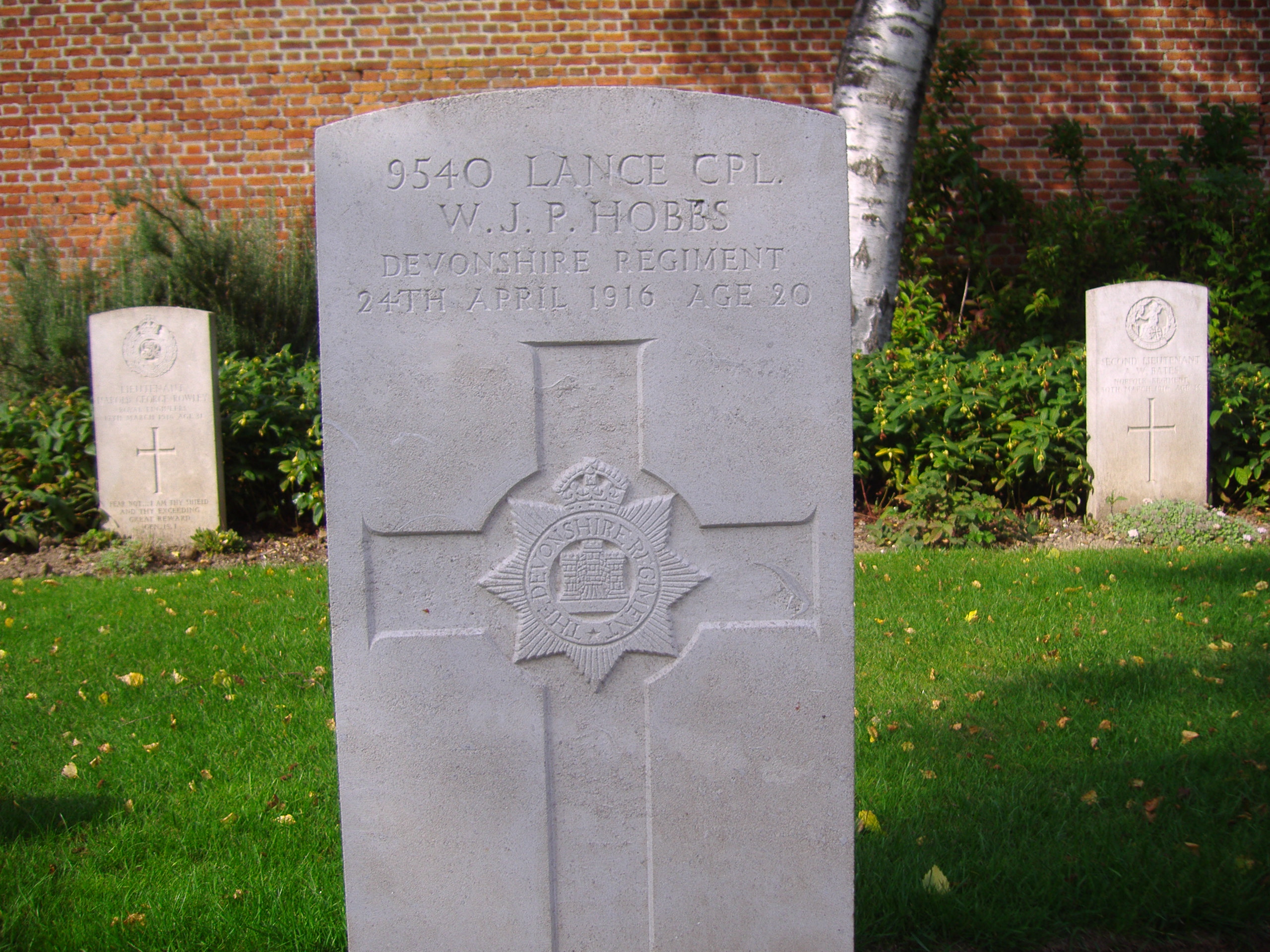
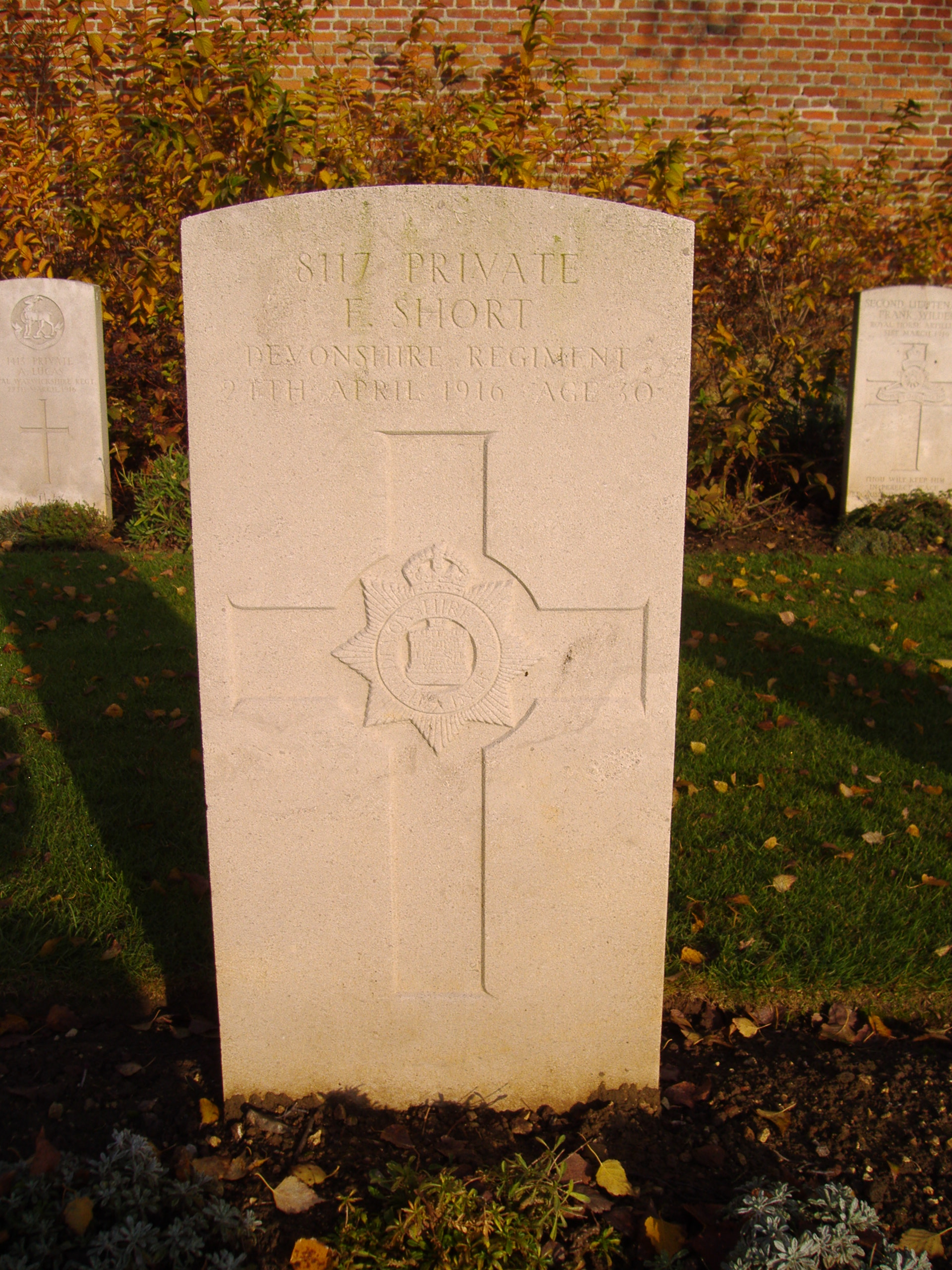
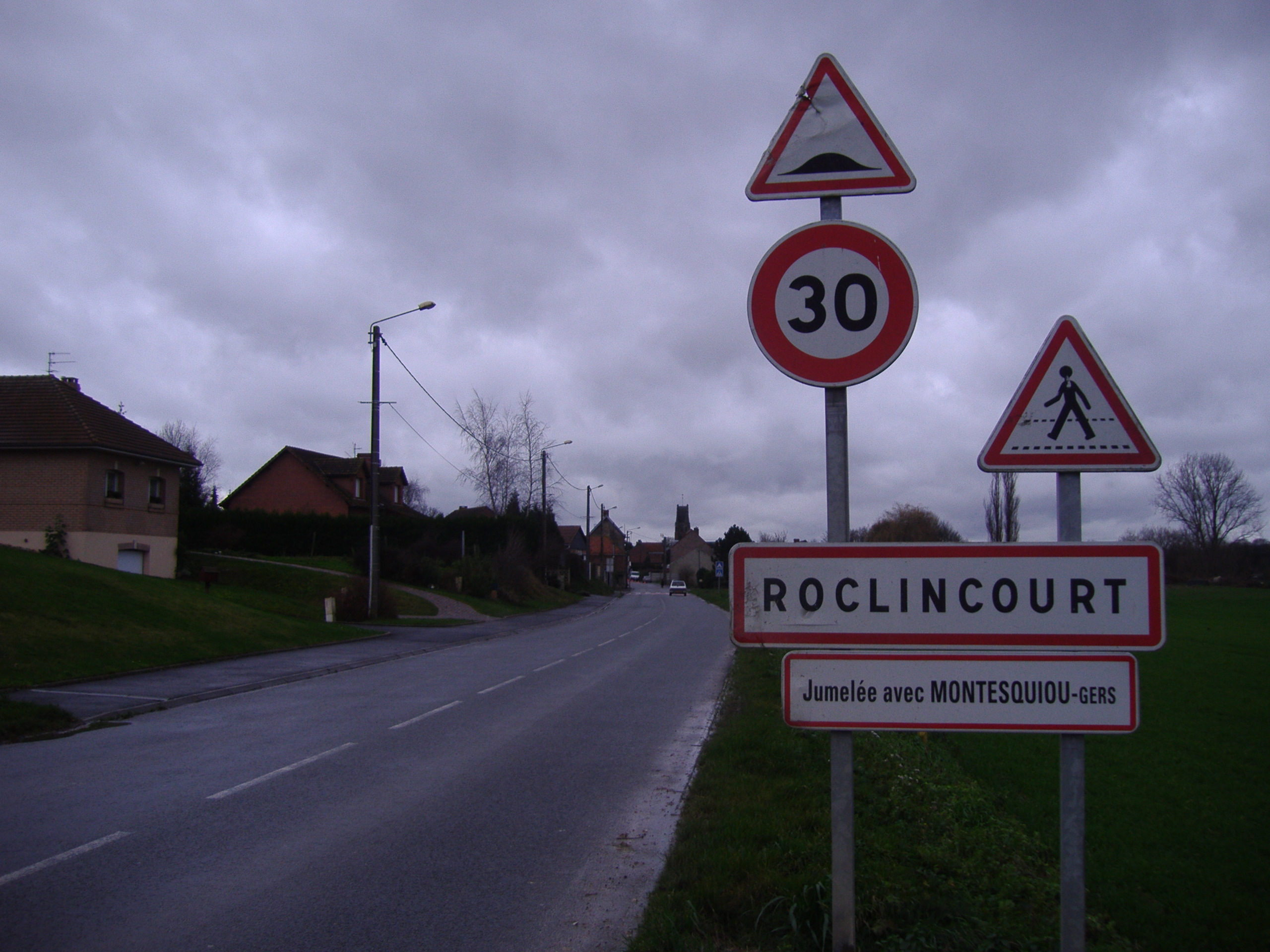